# Полярная звезда (Marvel Comics)
Поля́рная звезда́ (англ. Northstar фр. Ėtoile Nord), настоящие имя Жан-Поль Бабье (фр. Jean-Paul Beaubier) — персонаж, канадский супергерой комиксов издательства Marvel Comics. Брат-близнец супергероини Авроры. Может передвигаться на огромной скорости, бегать по воде и летать. Обладает улучшенными рефлексами и навыками ведения бизнеса. Автор книги «Рождённый нормальным», в которой описывает жизнь супергероя и свою гомосексуальность.
Один из первых персонажей американских комиксов с гомосексуальной ориентацией. В Astonishing X-Men # 51 (июнь 2012) вышел замуж за Кайла Джинаду, что стало первым изображением однополых браков в популярных комиксах.

## Биография
Родители Жан-Поля и Жан-Мари погибли в автокатастрофе. Детей приютила кузина матери. Вследствие финансовых трудностей Жан-Мари отправили в частную католическую школу. В возрасте 6 лет у Жан-Поля умирают приёмные родители и его усыновляют. В юности Бабье промышлял воровством. Также провёл некоторое время в цирке, где и приобрёл акробатические навыки. Став Олимпийским чемпионом в горных лыжах, парень привлек внимание Джеймса Хадсона, основателя команды «Отряд Альфа». Незадолго до этого Хадсон завербовал Аврору. Бабье принял предложение вступить в команду, желая познакомиться со своей сестрой, но позднее из-за разногласий с ней покидает команду. Стал довольно известным в Канаде бизнесменом. Позже начал преподавать в Институте Ксавье основы бизнеса. После событий Secret Invasion захотел пожить спокойной жизнью и создал бизнес в экстремальном виде спорта. Однако после просьбы Росомахи вернуться, он вступил в команду Людей-Икс и помог им одолеть Братство Сестёр Мутантов.

## Гомосексуальность
Хотя Джон Бирн, создатель комикса, позднее и утверждал, что гомосексуальность Полярной звезды планировалась с момента его создания, в 1983—1985 единственным указанием на неё могло служить отсутствие интереса к женщинам; однако, подобное отсутствие интереса не являлось исключительным среди супергероев. Скрытая гомосексуальность Полярной звезды в сочетании с его полулегальной деятельностью и антипатией, испытываемой к нему другими персонажами, делала его мало популярным и среди читателей. С переходом создания комиксов к Биллу Мантло ситуация изменилась: Мантло заговорил о неназываемом. Так в 1987 году у Полярной звезды была обнаружена загадочная болезнь. Мантло планировал, что эта болезнь окажется СПИДом, однако редактор запретил подобное развитие событий равно как и какое-либо другое упоминание гомосексуальности Полярной звезды: загадочная болезнь оказалась магической, Полярная звезда был вынужден вернуться на свою планету и со временем тема гомосексуальности исчезла.